# Håkan Hellström
Håkan Georg Hellström, född 2 april 1974 i Älvsborgs församling i Göteborg, är en svensk sångare och låtskrivare. Han inledde sin musikkarriär i grupperna Broder Daniel och Honey Is Cool innan han debuterade som soloartist år 2000 med albumet Känn ingen sorg för mig Göteborg. Hellström har sedan dess etablerat sig som en av Sveriges mest populära och kritikerrosade artister. Hellströms texter behandlar ämnen som kärlek, vemod och utanförskap, och låtarna utspelar sig ofta i Göteborgsområdet där också flera av hans musikvideor är inspelade.
Hellström är, tillsammans med sitt liveband (Simon Ljungman, Oscar Wallblom, Lars-Erik ”Labbe” Grimelund, Finn Björnulfsson, Mattias Hellberg, Nils Berg och Stefan Sporsén), berömd för sina energifyllda och ofta hyllade liveframträdanden. Hellström är hängiven Gaissupporter och en av hans låtar, "Gårdakvarnar och skit", spelas som inmarschlåt vid Gais hemmamatcher. Han spelade vänsterback i Gais mellan 12 och 16 års ålder.
Sedan solokarriärens början har Hellström haft sju albumettor i Sverige, och i oktober 2010 uppgav Expressen att cirka 400 000 skivor sålts. Han fick även en singeletta med "En midsommarnattsdröm" från 2005. Utöver det har han vunnit flera svenska priser, bland annat olika kategorier av Grammis och Rockbjörnen, samt blivit Årets göteborgare och fått Lisebergsapplåden.

## Biografi

### Uppväxt
Håkan Hellström är son till Björn och Christina Hellström och växte upp på Nitaregatan i Ekebäck i Västra Frölunda i Göteborg tillsammans med sin äldre bror Tomas. Hellström gick på Dalaskolan i Ekebäck fram till årskurs 6, och började därefter på Göteborgs högre samskola. Hellström blev befriad från värnplikt på grund av skolios.

### Broder Daniel och andra tidiga projekt (1989–1999)

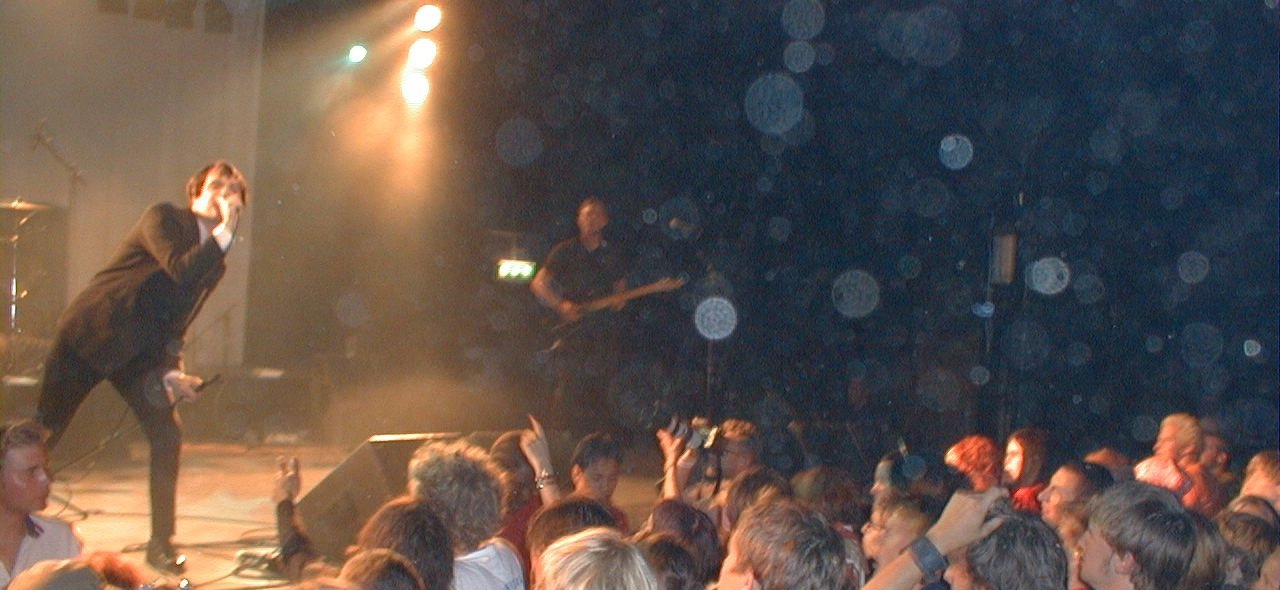
Hellström var medlem i Broder Daniel 1989–1994 och 1997–2002.

Hellström var med och bildade bandet Broder Daniel under skolåren, då han, Henrik Berggren med flera gick på Göteborgs högre samskola. Han spelade då trummor i bandet men fick sparken 1995. Två veckor senare fick Broder Daniel skivkontrakt med EMI.
Hellström spelade i stället trummor i ett annat Göteborgsband, Honey Is Cool, med vilket han spelade in två skivor, Focky Focky No Pay och Crazy Love. Han sjöng också vid den här tiden i bandet Påvels. Efter att Broder Daniels gitarrist Johan Neckvall hoppat av och basisten Theodor Jensen tagit över gitarren blev Hellström basist i bandet från 1998.
1998 släppte Broder Daniel albumet Broder Daniel Forever. Albumet blev en succé med draghjälp från filmen Fucking Åmål, vars soundtrack innehåller låtarna "Whirlwind" från albumet Broder Daniel Forever och "Underground" från föregångaren Broder Daniel. Sedan hördes inte mycket från någon av medlemmarna på ett tag och Håkan Hellström började jobba med lite solomaterial. Under sommaren 2000 spelade Hellström på Göteborgskalaset och Emmabodafestivalen, och Sveriges Radio P3 började spela hans första singlar.
Hellström premiärspelade med eget band på Restaurang Trädgårn den 26 maj 2000 som förband till Caesar's Palace.

### Känn ingen sorg för mig Göteborg(2000–2001)
Hellström blev känd för en större publik hösten 2000 när han slog igenom med låten "Känn ingen sorg för mig Göteborg". Hans första album med samma namn utgavs i oktober och kom att bli en succé, både försäljnings- och kritikermässigt. Förutom debutsingeln innehöll den ytterligare tre singlar, "Ramlar", "En vän med en bil" och "Nu kan du få mig så lätt" som alla betraktas som klassiker. Skivans sound har influenser från flera håll: The Smiths, The Jam, Morrissey, Eldkvarn, The Stone Roses, Bruce Springsteen och Remmy Ongala tillhör de främsta inspiratörerna.
2001 fick Hellström utmärkelsen Årets göteborgare med motiveringen:
| ” | Håkan Hellström har i år sjungit sig in i svenskarnas hjärtan och starkt bidragit till att skapa Popstad Göteborg. Hans artisteri är fyllt av glädje och musiken bygger på en göteborgsk vistradition i modern tappning. Håkan har med sin musik nått över generationsgränser och är som artist en första klassens ambassadör för det goda Göteborg och en värdig Årets Göteborgare 2001. | „ |

Samma år gjorde Hellström ett bejublat framträdande på Allsång på Skansen, vilket introducerade honom för en ännu bredare publik. Han har varit med i Allsång på Skansen ytterligare sex gånger, 2003, 2005, 2006, 2008, 2011 och 2013. Direkt efter Allsång på Skansen 2013 fick Hellström en direktsänd timme vid Sollidens scen. Besöksantalet räknades till drygt 26 000 vilket var den största publiksiffran på allsången sedan 2006.

### Luften bor i mina stegochDet är så jag säger det(2002–2004)
I början av 2002 släppte han EP:n Luften bor i mina steg där han tolkade fyra visor; "Trubbel", "Äntligen på väg" från albumet Äntligen på väg, "Visa vid vindens ängar" och "Jag ger dig min morgon".
Håkan Hellström åkte till Rio de Janeiro 2001 för att spela in ett resereportage om sin upplevelse av sambamusik för TV4:s När & fjärran som producerades av Thomas Eriksson på Meter Film & Television. Som guide i Rio de Janeiro hyrde redaktionen in Natalie Davet som senare blev hans sambo. Inför nästa album reste han tillbaka till Rio de Janeiro med sitt band. Där tillbringade de många nätter på stadens sambaskolor. Albumet Det är så jag säger det släpptes i oktober 2002 och mottogs bra hos kritiker och publik. Skivan hade en tydlig prägel från Brasilien. Singlarna "Kom igen Lena!", "Den fulaste flickan i världen" och "Mitt Gullbergs kaj paradis" blev alla stora hits på Trackslistan.

### Ett kolikbarns bekännelserochNåt gammalt, nåt nytt, nåt lånat, nåt blått(2005–2006)

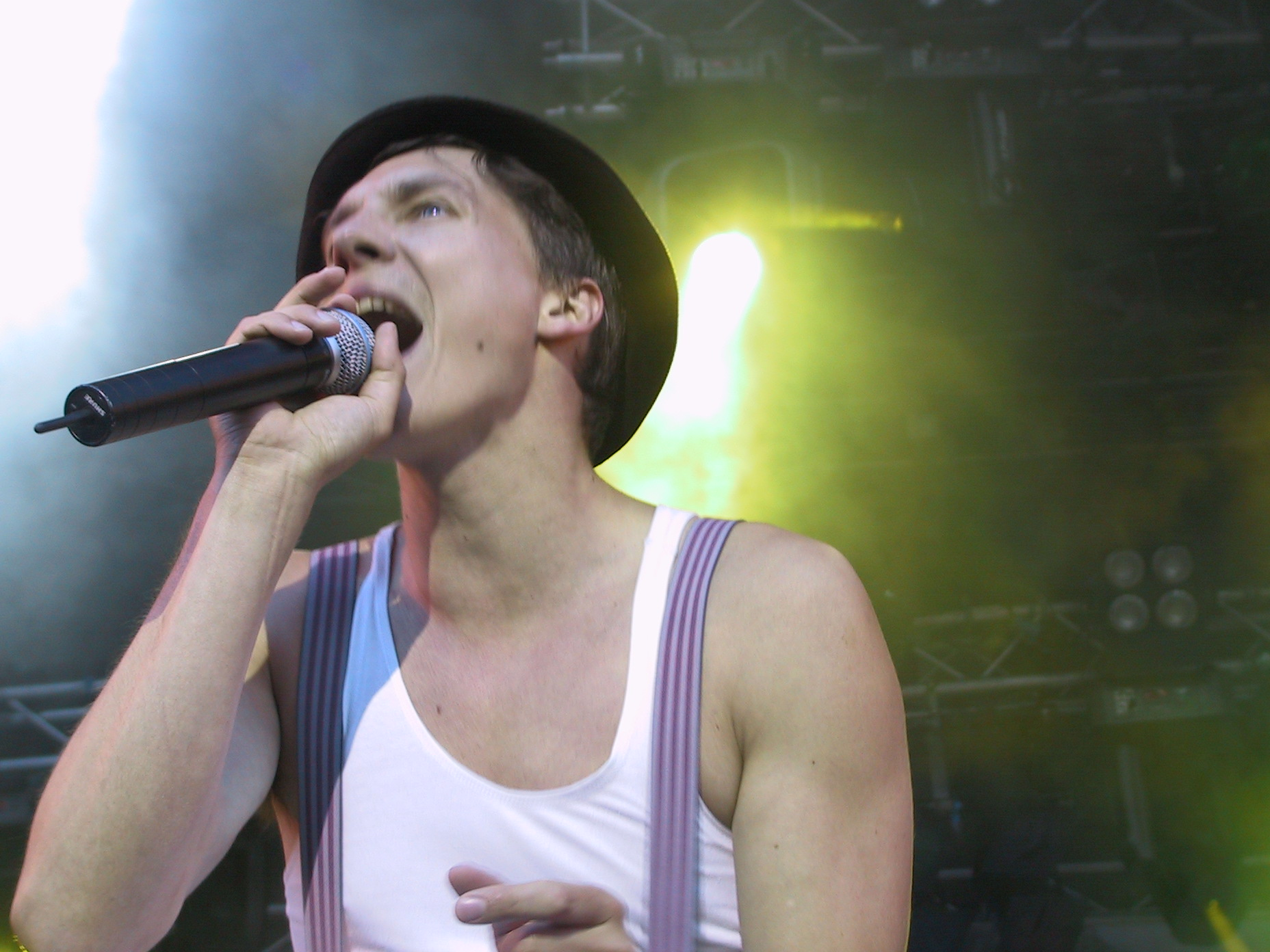
Håkan Hellström under Arvikafestivalen den 16 juli 2005.

Efter den andra skivan dröjde det ända till i februari 2005 innan det tredje albumet, Ett kolikbarns bekännelser, släpptes. En skiva som delvis går ifrån Håkans tidigare sound, men ändå har tydlig Håkan-prägel. I slutet av 2005 kom Nåt gammalt, nåt nytt, nåt lånat, nåt blått som Hellström kallar uppsamlingsalbum. Albumet tillägnades det uppmärksammade fallet med den trettonåriga pojken Måns Jenninger som begick självmord efter att ha varit utsatt för mobbning i flera år.
I december 2005 fick Hellström och sambon Nathalie Davet en son. Håkan Hellström fick en grammis 2006 för bästa manliga artist. 2007 tilldelades han årets Taubestipendium.
Sven-Bertil Taube - som Hellström jobbat tillsammans med - säger om hans viskonst: "...; vissa hävdar att han sjunger falskt, men han vet precis vad han gör. Håkan koncentrerar sig på det väsentliga, på glädjen och inlevelsen. Hans kärlek till visan är äkta - och det känner publiken i sitt hjärta."

### För sent för Edelweiss(2007–2009)
Den 7 augusti 2007 meddelades det att Hellström har påbörjat att spela in en ny skiva. Björn Olsson och Jocke Åhlund producerade albumet För sent för Edelweiss som släpptes 26 mars 2008. Första singeln "För en lång lång tid" släpptes 5 mars samma år. Låten blev nummer tre på Trackslistans årslista för 2008 och Håkan själv bästa manliga soloartist. Den 2 september 2008 fick han sitt andra barn, Julius.
På P3-guldgalan i januari 2009 fick han guldmicken för 2008 års bästa liveakt.
Hellströms gitarrist Daniel Gilbert spelade under tidigt 2009 in låten "The Damned Citylights" till sin flickvän. När Håkan fick höra den skickade han den sedan till sin A&R Isse Samie. Daniel Gilbert fick senare samma år släppa sin första soloskiva, New African Sports, Soul Café Club No 1.

### 2 steg från Paradise(2010–2012)

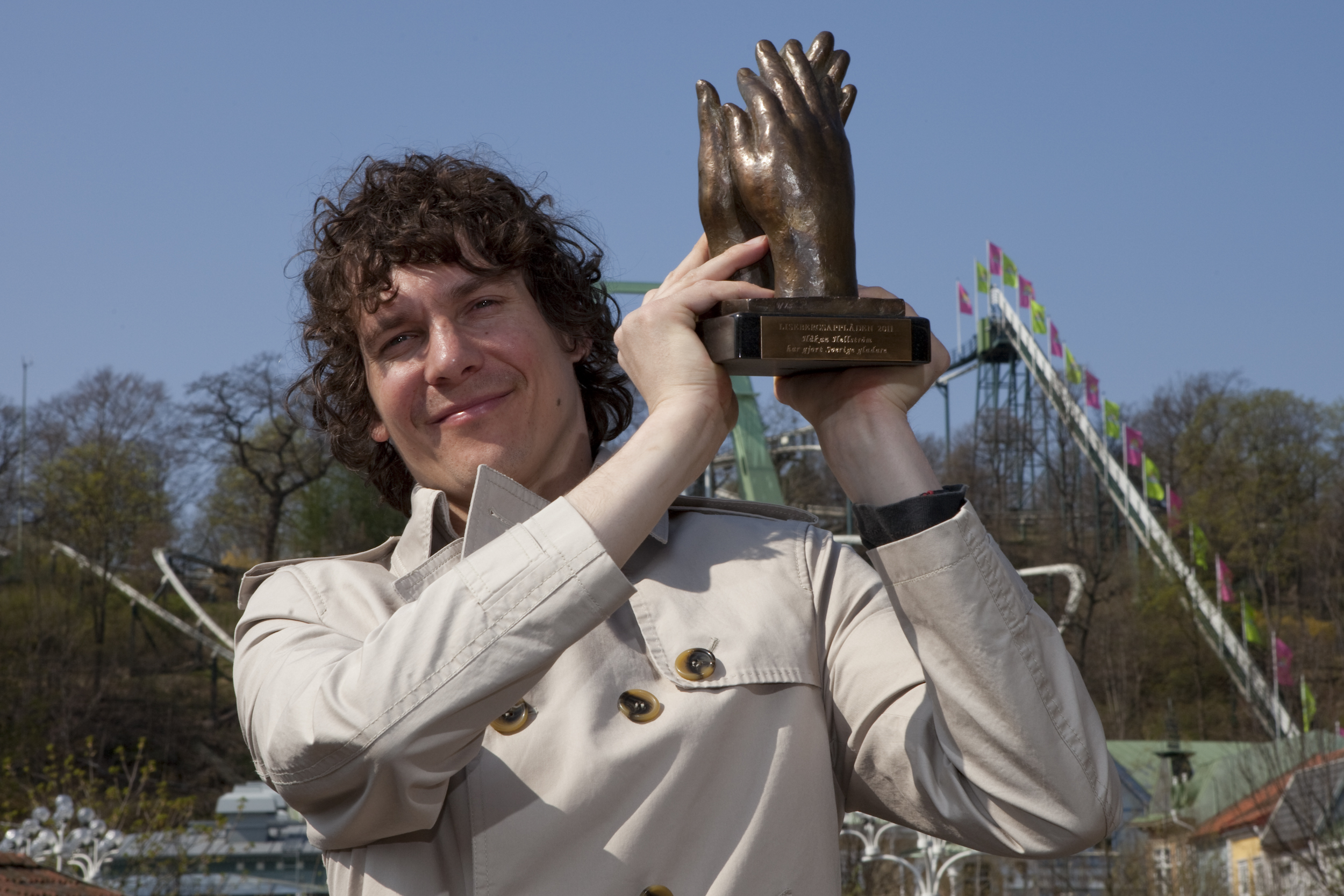
Hellström tar emot Lisebergsapplåden den 23 april 2011.

Den 23 juni 2010 gavs samlingsalbumet Samlade singlar 2000–2010 ut, med Hellströms samtliga 17 singlar från starten fram till dess. I samband med 10-årsjubileet gavs även en begränsad upplaga av en 7-tums vinylversion av singeln ”Känn ingen sorg för mig Göteborg” ut. Under sommaren 2010 gjorde Håkan en unik konsert vid festivalen Way Out West i Göteborg där han spelade hela sin debutskiva. Den 11 september 2010 släpptes den nya singeln, "Saknade te havs"/"River en vacker dröm", som digital nedladdning. Singeln består av två A-sidor, båda hämtade från Hellströms sjätte album, 2 steg från Paradise, som släpptes den 13 oktober samma år. Uppföljarsingeln "Jag vet vilken dy hon varit i" blev Hellströms debut på Svensktoppen.
Under våren och sommaren 2011 gjorde han en stor turné i Sverige, Norge och Danmark, där han bland annat gästade Göteborg och Slottsskogsvallen den 4 juni 2011. 19 842 personer kom på spelningen, vilket gjorde denna spelning till en av hans största. Denna spelning genererade fem getingar i GT/Expressen, och bjöd på både fyrverkerier samt Tomas von Brömssen som gästartist. Den 5 juli 2011 deltog Hellström för sjätte gången i Allsång på Skansen.
Den 10 augusti 2011 hade biografen Draken i Göteborg premiärvisning av dokumentärfilmen 2 steg från Håkan, en dokumentär som kretsar kring Hellström, rollen som idol och mediehysterin runt honom. Filmen är regisserad av Björn Fävremark, Torbjörn Martin och John Boisen, och släpptes på dvd den 2 november.
Hösten 2012 meddelade Hellströms gitarrist Daniel "Hurricane" Gilbert att han efter 13 år i bandet lämnar sin plats som gitarrist och Håkans högra hand. Hellström och Gilbert har backat varandra ända sedan de 1989 bildade Broder Daniel och båda menade i intervjuer att det handlade om leda på varandra musikaliskt. Gilbert sade att de musikaliskt gått åt olika håll men fortfarande är vänner och båda har påpekat att det inte är omöjligt att de hittar tillbaka till varandra. Redan 2009 släppte Daniel Gilbert sin första soloskiva, och trots att han då i en intervju med Aftonbladet sa att han var "Håkans för evigt och evigt" bestämde han sig för att satsa på sin solokarriär.

### Det kommer aldrig va över för mig(2013–2015)

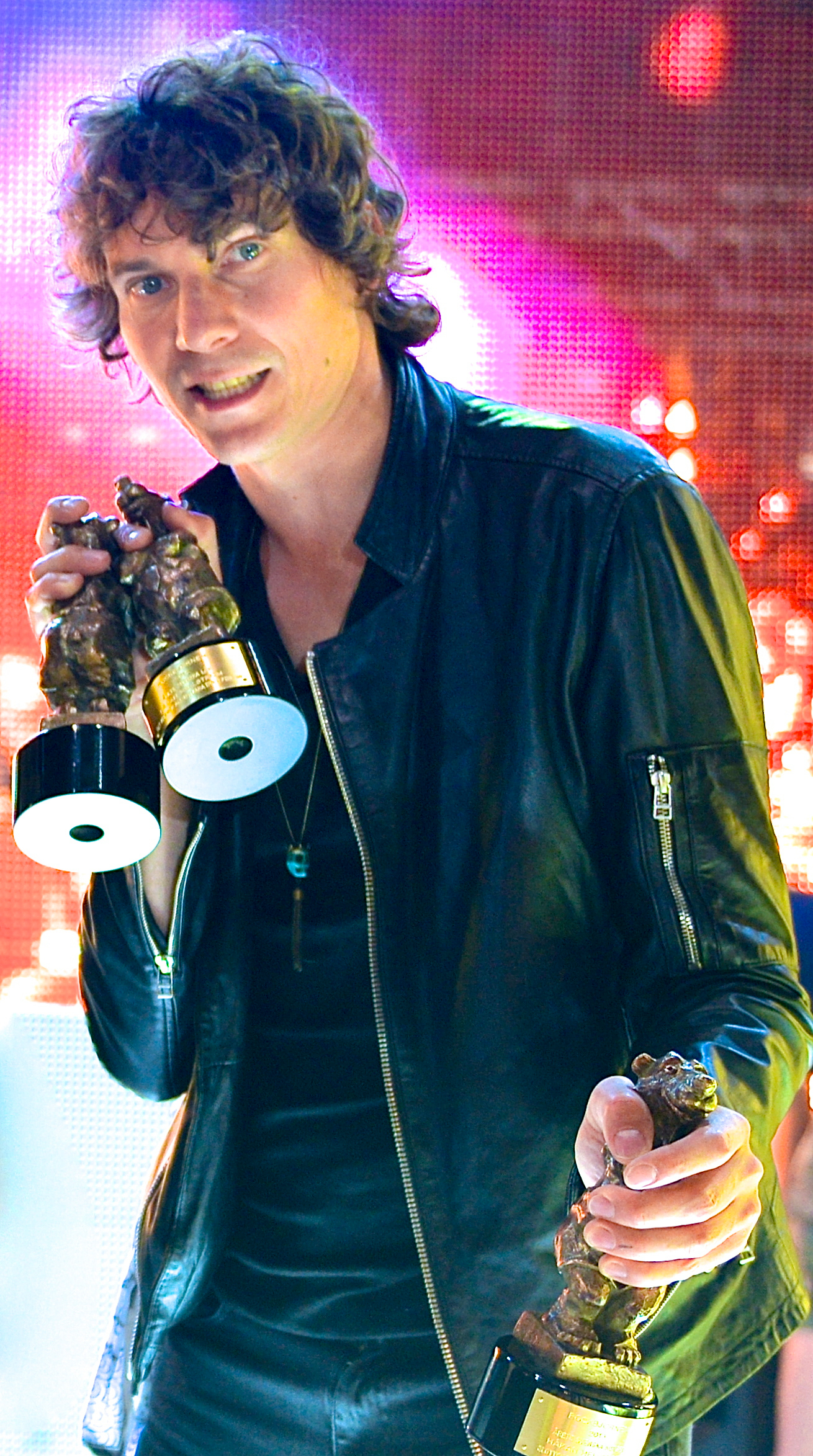
Hellström vann tre priser vid Rockbjörnen den 28 augusti 2013 på Gröna Lund i Stockholm.

Den 22 januari 2013 meddelade Håkan Hellström i en intervju med Aftonbladet att hans sjunde album, med titeln Det kommer aldrig va över för mig, skulle släppas den 17 april. Skivan gjordes i samarbete med låtskrivarna Björn Olsson och Johan Forsman samt producenten Måns Lundberg. Titelspåret "Det kommer aldrig va över för mig" recenserades av Expressen den 11 mars och släpptes som första singel den 15 mars. I artikeln skrev recensenten Annah Björk att "Singeln är byggd på ett mer producerat sound jag associerar till 80-talets radiohits. En synth har tagit gitarrens plats och spelar melodislingorna basen ligger långt fram och gitarrljuden hackas fram på ett sätt som brukar signeras U2-gitarristen The Edge.".
I ovan nämnda intervju med Aftonbladet blev det också klart att Mattias Hellberg (från Nymphet Noodlers, Nationalteatern och soloartist) ersätter Gilbert som gitarrist i Håkans kompband. De enda som Håkan Hellström kunde tänka sig i bandet var Mattias Bärjed (från The Soundtrack of Our Lives), som redan innan medverkat på en rad studioinspelningar med Hellström, och Mattias Hellberg. Efter ett gästinhopp med Mattias Hellberg på Sticky Fingers i Göteborg valde Håkan att försöka värva denne till sitt band.
2012 meddelades det att regissörerna Måns Mårlind och Björn Stein arbetade med en film baserad på Håkan Hellströms musik och texter. Filmen med titeln Känn ingen sorg hade premiär i juli 2013. Den utspelar sig i Göteborg och har Adam Lundgren i huvudrollen som den musikaliske Pål. Cilla Jackert har skrivit manus och Hellström själv gör en cameoroll i filmen.
På Rockbjörnen den 28 augusti 2013 gjorde Hellström hattrick och tog hem björnar för både Årets svenska låt, Årets svenska konsert och Årets manliga liveartist. Samma höst spelade Hellström in duetten "Hela huset" tillsammans med Veronica Maggio som släpptes på Maggios fjärde album Handen i fickan fast jag bryr mig den 4 oktober. Den 17 januari 2014 publicerades även en musikvideo till låten med båda musikerna medverkande.
Den 7 juni 2014 var det planerat att Hellström skulle uppträda på Slottsskogsvallen, likt året innan, men eftersom trycket på biljetterna blev för stort flyttades konserten till Ullevi. Enligt Hellström blev konserten på Ullevi "hans absoluta peak". Under konserten uppträdde olika gästartister som Veronica Maggio, Kapten Röd, Freddie Wadling, Adam Lundgren och Tomas von Brömssen tillsammans med Hellström. Han framförde totalt 29 låtar och fick fem av fem fyrar av Göteborgs-Posten. Publiken bestod av 69 349 människor, vilket gjorde konserten till den största arenakonserten i Norden någonsin.
I december 2014 släpptes livealbumet Håkan boma ye! på nya etiketten Woah Dad!. Albumet innehåller en konsert från Nya Ullevi i Göteborg den 7 juni 2014. Det gick direkt in på albumlistans förstaplats och blev även Grammisnominerad.

### Du gamla du fria(2016–2018)
Hellströms åttonde studioalbum, Du gamla du fria, släpptes den 26 augusti 2016.
Den 17 oktober 2015 släpptes biljetter till Håkan Hellströms konsert på Ullevi den 4 juni 2016. En hög efterfrågan på biljetterna och ett dåligt fungerande kösystem, ledde till att arrangörerna redan under samma dag valde att meddela att ännu en konsert kom att hållas den 5 juni 2016. Biljetterna blev snabbt slutsålda även till denna konsert. Konserterna kom båda två att skapa publikrekord på stadion. Totalt 70 091 personer såg Hellström på Ullevi den 4 juni, men publikrekordet som den siffran innebar överträffades redan dagen efter då 70 144 personer kom till Ullevi för att se Hellström. 
Strax innan utgivandet av Håkan Hellström nya skiva Du gamla du fria, kom meddelandet att ytterligare konserter skulle hållas under 2016. Dessa hölls i Göteborg (två konserter), Oslo, Stockholm, Malmö och Linköping under november och december 2016. Biljettrycket var högt också till dessa konserter och biljetterna sålde slut nästan direkt.
I mars 2017 föddes Hellström och Natalie Davets tredje barn.

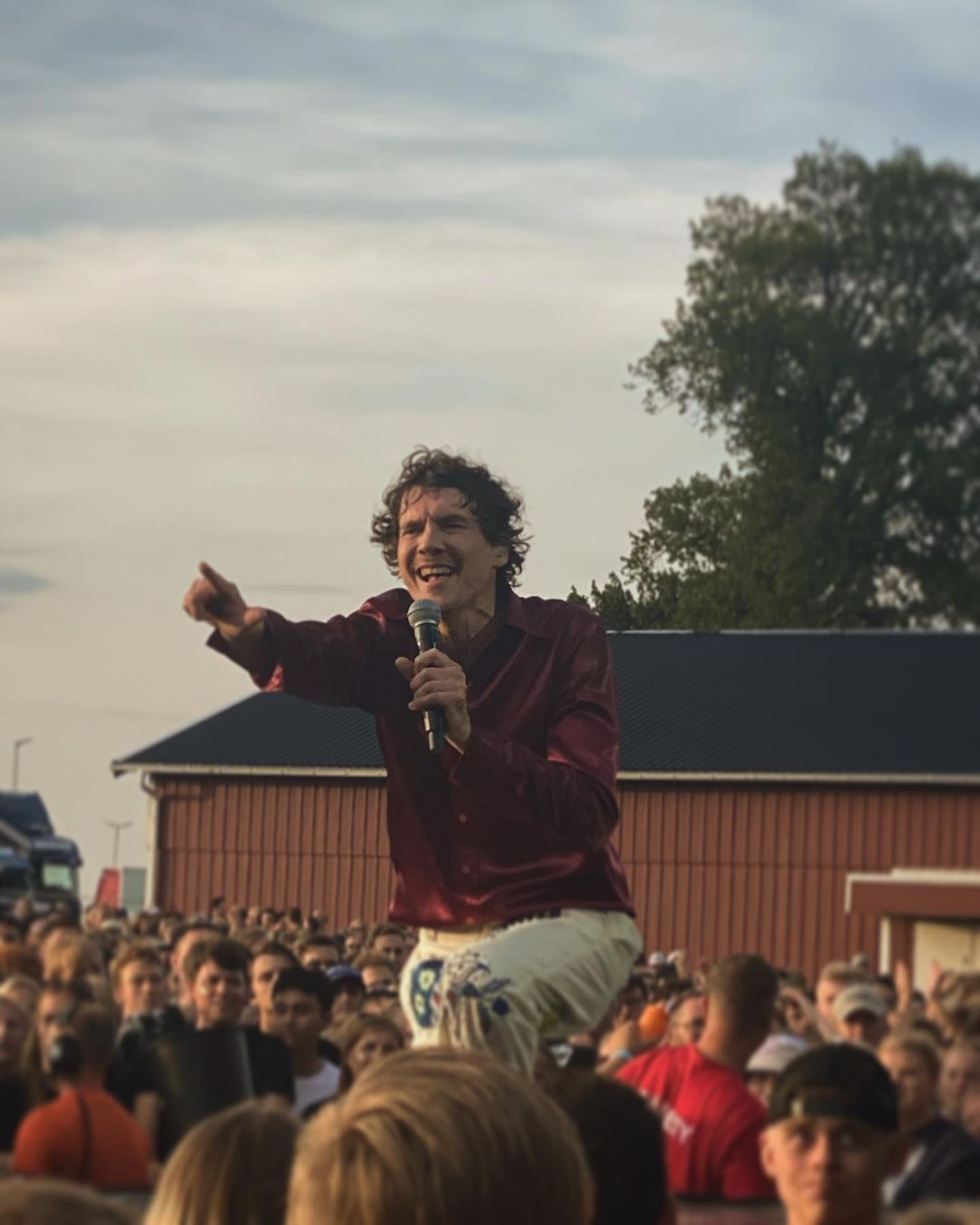
Hellström på Elmiafältet, Jönköping 2023-07-15

### Illusioner(2018–2020)
Den 14 december 2018 släpptes Håkan Hellströms nionde studioalbum Illusioner. På albumet medverkar bland andra Göteborgs symfoniker. Albumet är producerat av Lars Nilsson. Det spelades in i Göteborgs konserthus och Nilento Studio.

### Rampljus(2020–)
Hellströms tionde studioalbum, Rampljus släpptes i två volymer, den första 15 maj 2020 och den andra 10 juli samma år.
Tanken var att Hellström under 2020 skulle spela fyra konserter på Ullevi i Göteborg, för att fira 20-årsjubilet för debutalbumet Känn ingen sorg för mig Göteborg. På grund av folkhälsomyndighetens riklinjer med en maxgräns för 50 personer i en folksamling, med anledning av coronapandemin, flyttades alla fyra konserter fram till 2021 och sedermera till sommaren 2022.
16 maj 2023 släpptes Filip Nilssons kortfilm ”Vem vill vara din vän när du har tappat glansen” som Håkan Hellström spelade en fotbollstränare i. Filmen släpptes på Hellströms Youtube-kanal och dess soundtrack består av sånger från Poetiska försök.

## Musik och texter

### Teman
Hellströms texter behandlar ämnen såsom kärlek, vemod och utanförskap, och låtarna utspelar sig ofta i Göteborgsområdet där också flera av hans musikvideor är inspelade. Anspelningar och kopplingar till droger förekommer också i några av hans texter som exempelvis i låten "En midsommarnattsdröm" och "Känn ingen sorg för mig Göteborg". Hellström har även medgivit att han i sina yngre dagar "testat det mesta". Två återkommande karaktärer som nämns i Hellströms texter är Lena och Eva.
Hellström sade i en intervju 2015 att låtar är storytelling saker som man har hört från andra sätts ihop med egna upplevelser, och att "Det viktigaste är att det är bra."

### Lån
Hellström är känd för att låna från sina idoler som Morrissey, Bob Dylan och Plura främst i textförfattandet. Som exempel kan nämnas textraden "Kom, kom, atombomb" i låten "Atombomb" på Känn ingen sorg för mig Göteborg, som kommer från Morrisseys "Everyday Is Like Sunday" ("Come, Come, Nuclear Bomb"). Även textraden "Kom, kom, armageddon" är en del ur samma låt. Namnet på Håkans studioalbum 2 steg från Paradise är taget ifrån det amerikanska bandet Two Steps from Hell där hell har bytts ut mot paradise, och Hellströms hitsingel "Det kommer aldrig va över för mig" sägs vara lånad av Johnossis "Dead End".
När singeln "Kom igen Lena!" släpptes i oktober 2002 ansågs musiken i b-sidespåret "När jag ser framåt" ligga alltför nära Andrew Lloyd Webbers "Pie Jesu". Singeln drogs tillbaka, och kom sedan ut i en ny version med en annan låt som b-sida. A-sidan "Kom igen Lena!" har å sin sida lånat sin titel från Dexys Midnight Runners hitsingel "Come on Eileen".
Två av Hellströms singlar är även fria översättningar av engelskspråkiga låtar; "13" är en svensk tolkning av Big Stars "Thirteen", och "Saknade te havs" ursprungligen en låt av Johan Holmlund (alias Flowers in the air), kallad "Lost at Sea". "Dom dimmiga dagarna" är en översättning av The Plans låt "Foggy Days".

### Röst
Det finns många som hävdar att Håkan Hellström sjunger falskt och han har kallats Gnällström på grund av sin gälla stämma (bland annat i en Kalle Anka-serie), men hans speciella röst tas i försvar av flera musikjournalister; "Men ni har, i er patetiska fantasilöshet, fel. Håkan sjunger INTE falskt. Däremot har han en vek, bräcklig, skör och vinglig sångröst" skriver musikskribent 
Per Bjurman i Aftonbladet 2002 
Musikkritikern Johan Lindqvist skriver så här med anledning av att det kommer in mycket hatbrev till kulturredaktionen angående Hellströms musik "Att han skulle sjunga falskt är dessutom rent struntprat. Håkan träffar, åtminstone numera, nästan alltid rätt. Däremot har han en pressad på gränsen-röst men det är en helt annan sak."  Nöjesjournalist Anders K Gustafsson skriver att Han sjunger helt enkelt exakt som han ska och glidningarna mot det "falska" är vad som gör det hans röst unik och gripande. 

### Genre
Enligt sin facebooksida spelar Håkan Hellström pop, indiepop och rockmusik.

### Utveckling
Första skivan har influenser från flera håll: The Smiths, The Jam, Morrissey, Eldkvarn, The Stone Roses, Bruce Springsteen och Remmy Ongala tillhör de främsta inspiratörerna.[källa behövs]
Andra skivan Det är så jag säger det var mycket influerad av samba. Så här kommenterar Hellström det i en intervju i TotallyÖrebro: "Första skivan gick rekordbra så jag fick värsta budgeten till att göra andra skivan. Det första jag gjorde var att dra till Brasilien på andra sidan jordklotet. Jag hade hållit på med samba under 90-talet och spelat i sambaband, bateria och sånt där. Jag ville förverkliga det här och skriva riktiga enredolåtar med full bateria."
Efter släppet av skivan För sent för Edelweiss från 2008 skriver Anders Dahlbom att Hellström lämnat samba och indiepop och istället 
"...skruvat fram ett grumligt sound som är både bitterljuvt nostalgiskt och skönt spontansjavigt. Även texterna är mil från eufori och dans, dans, dans. 'Parkbänken är aldrig långt borta' är huvudtemat när Håkan driver omkring i hemstaden och funderar över hur det kunde gått om inte framgången knackat på."
Det kommer aldrig va över för mig (2013) har influenser från postpunk och syntmusik. Hellström kommenterar detta med "Vi snöade in på vissa influenser. På vilken av skivorna man än lyssnar på går influenserna att spåra till mina tonår."
Du gamla du fria (2016) beskrevs av producenten Björn Olsson som att "Det låter mindre indie och mer Abba om de nya låtarna" medan musiktidningar som Gaffa beskrivit albumet som mer experimentellt. Göteborgsposten liknade albumets sound vid arenarock.

## Liveband

### Nuvarande medlemmar
- Håkan Hellström – sång, gitarr
- Simon Ljungman – gitarr, sång (sedan 2008)
- Mattias Hellberg – gitarr, sång (sedan 2013)
- Oscar Wallblom – bas, sång (sedan 2000)
- Finn Björnulfsson – slagverk (sedan 2001)
- Lars-Erik "Labbe" Grimelund – trummor (sedan 2002)
- David Nyström – keyboard (sedan 2023 -[92])
- Nils Berg – saxofon, fiol, tvärflöjt (sedan 2013)
- Tobias Wiklund – trumpet (sedan 2023 -[92])
- LaGaylia Frazier – sång, kör (sedan 2016)
- Annika Granlund – kör, trumpet (sedan 2013)
- Ingela Olsson – kör (sedan 2013)
- Kerstin Ryhed-Lundin – Kör (sedan 2013)

### Tidigare medlemmar
- Stefan Sporsén – blåsinstrument, klaviatur, sång (2000–2023)[92]
- Björn Almgren – saxofon, klaviatur (2008–2012)
- Daniel "Hurricane" Gilbert – gitarr, klaviatur, sång (2000–2012)
- Timo Räisänen – gitarr (2000–2003)
- John Engelbert – gitarr (2005–2007)
- Tomas Jonsson – saxofon (2005–2007)
- Viktor Brobacke – trombon (2002)
- Martin Hederos – keyboard (på studioinspelning 2000)
- Jonas Kernell – piano  (på studioinspelningar 2000–2003)
- Johan Neckvall – trummor (på studioinspelning 2000)
- Fredrik Sandsten – trummor (2000, 2003–2005)
- Magnus Carlson – tamburin, sång
- Theodor Jensen – gitarr, sång (live hos Skavlan 2016, samt på många studioinspelningar)

## Diskografi

### Studioalbum
| År   | Titel Skivbolag                                          | Listplaceringar | Listplaceringar | Information              |
| År   | Titel Skivbolag                                          | SWE             | NOR             | Information              |
| ---- | -------------------------------------------------------- | --------------- | --------------- | ------------------------ |
| 2000 | Känn ingen sorg för mig Göteborg Virgin, Dolores         | 1 (46 veckor)   | 21 (14 veckor)  | Släppt: 16 oktober 2000  |
| 2002 | Det är så jag säger det Virgin, Dolores                  | 1 (17 veckor)   | 3 (10 veckor)   | Släppt: 28 oktober 2002  |
| 2005 | Ett kolikbarns bekännelser EMI, Dolores                  | 2 (19 veckor)   | 9 (3 veckor)    | Släppt: 16 februari 2005 |
| 2005 | Nåt gammalt, nåt nytt, nåt lånat, nåt blått EMI, Dolores | 1 (23 veckor)   | –               | Släppt: 28 december 2005 |
| 2008 | För sent för edelweiss EMI, Dolores                      | 1 (34 veckor)   | 19 (3 veckor)   | Släppt: 26 mars 2008     |
| 2010 | 2 steg från Paradise Universal, Stranded                 | 1 (39 veckor)   | 4 (6 veckor)    | Släppt: 13 oktober 2010  |
| 2013 | Det kommer aldrig va över för mig Universal, Stranded    | 1 (... veckor)  | 2 (7 veckor)    | Släppt: 17 april 2013    |
| 2016 | Du gamla du fria Warner Music, Woah Dad!                 | 1 (52 veckor)   | 9 (3 veckor)    | Släppt: 26 augusti 2016  |
| 2018 | Illusioner Warner Music, Woah Dad!                       | 1 (31 veckor)   | 34              | Släppt: 14 december 2018 |
| 2020 | Rampljus volym 1 Warner Music, Woah Dad!                 | 1 (3 veckor)    | 11              | Släppt: 15 maj 2020      |
| 2020 | Rampljus volym 2 Warner Music, Woah Dad!                 | 8               | —               | Släppt: 10 juli 2020     |
| 2023 | Poetiska försök Tro & tvivel                             | 1 (2 veckor)    | —               | Släppt: 28 april 2023    |

## Priser och utmärkelser
| År   | Pris                                 | Kategori/beskrivning |
| ---- | ------------------------------------ | --- |
| 2000 | Grammis                              | Årets textförfattare |
| 2000 | Rockbjörnen                          | Årets svenska manliga artist Årets svenska album (Känn ingen sorg för mig Göteborg) |
| 2001 | Årets göteborgare                    | Motivering: "Håkan Hellström har i år sjungit sig in i svenskarnas hjärtan och starkt bidragit till att skapa Popstad Göteborg. Hans artisteri är fyllt av glädje och musiken bygger på en göteborgsk vistradition i modern tappning. Håkan har med sin musik nått över generationsgränser och är som artist en första klassens ambassadör för det goda Göteborg och en värdig Årets Göteborgare 2001." |
| 2001 | Rockbjörnen                          | Årets svenska manliga artist |
| 2002 | Grammis                              | Årets manliga pop/rockartist (Det är så jag säger det) |
| 2002 | Rockbjörnen                          | Årets svenska manliga artist Årets svenska liveakt Årets svenska låt ("Kom igen Lena!") |
| 2003 | P3 Guld                              | Årets svenska manliga artist (Det är så jag säger det) |
| 2006 | Grammis                              | Årets pop manliga |
| 2007 | Evert Taube-stipendiet               | Ingen beskrivning |
| 2008 | Grammis                              | Årets manliga artist |
| 2008 | Rockbjörnen                          | Årets svenska liveakt Årets svenska album (För sent för edelweiss) |
| 2009 | P3 Guld                              | Årets artist (För sent för edelweiss) Guldmicken |
| 2010 | Grammis                              | Årets manliga artist (2 steg från Paradise) Årets textförfattare (2 steg från Paradise) |
| 2011 | Lisebergsapplåden                    | Motivering: "För sin unika begåvning att fånga nuet, sätta ord på känslor och förmågan att skapa total eufori tilldelas Håkan Hellström Lisebergsapplåden 2011." |
| 2011 | Rockbjörnen                          | Årets manliga liveartist |
| 2013 | Rockbjörnen                          | Årets svenska låt (Det kommer aldrig va över för mig) Årets svenska konsert (Slottsskogsvallen, Göteborg) Årets manliga liveartist |
| 2013 | Västra Götalandsregionens kulturpris | Motivering: Med kraften hos en orkan och rötterna i en kokande tradition av göteborgsindiens skevhet, visans berättelser och ett vimmel av popkulturella referenser har Håkan Hellström byggt något som känns oerhört säreget, smalt, brett, innanför och utanför. |
| 2014 | P3 Guld                              | Årets låt ("Det kommer aldrig va över för mig") Guldmicken |
| 2014 | Grammis                              | Årets rock Årets låt ("Det kommer aldrig va över för mig") Årets textförfattare |
| 2015 | Spelmannen                           | Motivering: "Årets spelman gör sin hemstad till universums mitt och poesins epicentrum. Han är berättaren, estradören och förloraren som vunnit våra tonårshjärtan för alltid. I Evert Taubes kölvatten dansar han gatan fram, den eviga ungdomens trubadur." |
| 2019 | Göteborgs stads förtjänsttecken      | Ingen beskrivning |